# Équipe de Belgique de football en 2001
Maillots
Chronologie
Saison précédente Saison suivante
L'équipe de Belgique de football dispute en 2001 les éliminatoires de la Coupe du monde en Corée du Sud et au Japon.

## Objectifs
L'unique objectif pour la Belgique en cette année 2001 est la qualification pour la Coupe du monde.

## Résumé de la saison
Après la déception de l'Euro, les Diables Rouges commencent les qualifications pour la Coupe du monde 2002. Lors de la troisième rencontre de ces éliminatoires, la Belgique signe sa seconde victoire la plus large (10-1) contre Saint-Marin
. Le match suivant, en Écosse, est un tournant dans ces qualifications. Menés (2-0) à la mi-temps et réduits à dix, les Belges arrachent l'égalisation (2-2) dans les arrêts de jeu grâce au jeune défenseur Daniel Van Buyten. Suivent ensuite trois victoires consécutives qui placent l'équipe belge en tête de son groupe avant le dernier match, un déplacement en Croatie. Les Belges tiennent le nul (0-0) jusqu'à un quart d'heure du terme, mais un but d'Alen Bokšić qualifie les Croates (0-1) et envoie la Belgique vers les barrages. Elle y est opposée à la Tchéquie. À dix contre onze, les Diables Rouges remportent le match aller à Bruxelles (1-0). Au retour, ils résistent au pressing des coéquipiers de Pavel Nedvěd et assurent finalement leur qualification (0-1) grâce à un pénalty transformé en toute fin de match par le capitaine Marc Wilmots.
La Belgique commence le tournoi par un match nul encourageant contre le Japon (2-2), un des deux pays organisateurs de la compétition, suivi d'un autre plus inquiétant contre la Tunisie (1-1). Elle remporte néanmoins le match décisif contre la Russie (3-2) et se qualifie pour les huitièmes de finale. Opposée au Brésil, favori de la compétition et futur vainqueur, la Belgique fait jeu égal avec son adversaire. Marc Wilmots pense inscrire le premier but du match mais celui-ci est injustement annulé par l'arbitre. Les Belges s'inclinent en fin de match (2-0) et sont éliminés,,. Wilmots est cité par la FIFA dans l'équipe-type du tournoi.

## Bilan de l'année
S'il a été retardé par la nécessité de passer par les barrages, l'objectif est néanmoins atteint et la Belgique participe à sa sixième phase finale de Coupe du monde de rang. Jusqu'alors, parmi les pays ayant participé aussi souvent de suite, seul le Brésil a réussi à passer l'écueil des qualifications autant de fois, les autres nations dans le cas ayant été à une ou plusieurs reprises qualifiées d'office, soit en ayant le privilège d'organiser la compétition, soit en tant que vainqueur de l'édition précédente. Lors du tirage au sort qui a lieu le 1er décembre à 19 h (heure locale) à Pusan en Corée du Sud, les Diables Rouges sont versés dans le groupe H en compagnie du Japon, l'un des deux pays hôtes, de la Russie et de la Tunisie.
D'autre part, les Diables Rouges réintégrent le top 20 du classement mondial de la FIFA pour la première fois depuis son instauration.

### Coupe du monde 2002

#### Éliminatoires (zone Europe, Groupe 6)
| Rang | Équipe      | Pts | J | G | N | P | Bp | Bc | Diff |  | Résultats (▼ dom., ► ext.) |     |     |     |     |      |
| ---- | ----------- | --- | - | - | - | - | -- | -- | ---- |  | -------------------------- | --- | --- | --- | --- | ---- |
| 1    | Croatie     | 18  | 8 | 5 | 3 | 0 | 15 | 2  | +13  |  | Croatie                    |     | 1-0 | 1-1 | 4-1 | 4-0  |
| 2    | Belgique    | 17  | 8 | 5 | 2 | 1 | 25 | 6  | +19  |  | Belgique                   | 0-0 |     | 2-0 | 3-1 | 10-1 |
| 3    | Écosse      | 15  | 8 | 4 | 3 | 1 | 12 | 6  | +6   |  | Écosse                     | 0-0 | 2-2 |     | 2-1 | 4-0  |
| 4    | Lettonie    | 4   | 8 | 1 | 1 | 6 | 5  | 16 | -11  |  | Lettonie                   | 0-1 | 0-4 | 0-1 |     | 1-1  |
| 5    | Saint-Marin | 1   | 8 | 0 | 1 | 7 | 3  | 30 | -27  |  | Saint-Marin                | 0-4 | 1-4 | 0-2 | 0-1 |      |

- Sélection directement qualifiée pour la Coupe du monde 2006
- Sélection barragiste

#### Barrages
| Équipe 1 | Résultat | Équipe 2  | Aller | Retour |
| -------- | -------- | --------- | ----- | ------ |
| Ukraine  | 2 - 5    | Allemagne | 1 - 1 | 1 - 4  |
| Slovénie | 3 - 2    | Roumanie  | 2 - 1 | 1 - 1  |
| Autriche | 0 - 6    | Turquie   | 0 - 1 | 0 - 5  |
| Belgique | 2 - 0    | Tchéquie  | 1 - 0 | 1 - 0  |

### Classement mondial FIFA
| Classement | Équipe   | Score total (déc. 2001) | Points précédents (déc. 2000) | Évolution | Position        |
| ---------- | -------- | ----------------------- | ----------------------------- | --------- | --------------- |
| 18         | Danemark | 672                     | 625                           | +47       | en augmentation |
| 19         | Croatie  | 668                     | 656                           | +12       | en diminution   |
| 20         | Belgique | 666                     | 610                           | +56       | en augmentation |
| 21         | Russie   | 665                     | 634                           | +31       | en stagnation   |
| 22         | Uruguay  | 664                     | 590                           | +74       | en augmentation |

Source : FIFA.

## Les matchs
| Coupe du monde 2002 Éliminatoires - Groupe 6                     | Belgique                                                                                            | 10 - 1  | Saint-Marin | Stade Roi Baudouin Laeken, Belgique               |                                                   |
| 28 février 2001 · 20:15 heure locale · Historique des rencontres | Vanderhaeghe 10e 50e · Mpenza 13e · Goor 26e 60e · Baseggio 64e · Wilmots 72e · Peeters 76e 84e 88e | (3 – 0) | Selva 90e   | Spectateurs : 40 104 Arbitrage : Sten Kaldma (hu) | Spectateurs : 40 104 Arbitrage : Sten Kaldma (hu) |
| 28 février 2001 · 20:15 heure locale · Historique des rencontres | Rapport                                                                                             |         |             | Spectateurs : 40 104 Arbitrage : Sten Kaldma (hu) | Spectateurs : 40 104 Arbitrage : Sten Kaldma (hu) |

| Coupe du monde 2002 Éliminatoires - Groupe 6                  | Écosse              | 2 - 2   | Belgique                     | Hampden Park Glasgow, Écosse                        |                                                     |
| 24 mars 2001 · 15:00 heure locale · Historique des rencontres | Dodds 2e 27e (pen.) | (2 – 0) | Wilmots 58e · Van Buyten 90e | Spectateurs : 37 480 Arbitrage : Kim Milton Nielsen | Spectateurs : 37 480 Arbitrage : Kim Milton Nielsen |
| 24 mars 2001 · 15:00 heure locale · Historique des rencontres |                     | Rapport | Deflandre 27e                | Spectateurs : 37 480 Arbitrage : Kim Milton Nielsen | Spectateurs : 37 480 Arbitrage : Kim Milton Nielsen |

| Match amical                                                   | Tchéquie  | 1 - 1   | Belgique   | Stade Letná Prague, Tchéquie                  |                                               |
| 25 avril 2001 · 20:30 heure locale · Historique des rencontres | Baroš 82e | (0 – 1) | Mpenza 10e | Spectateurs : 4 887 Arbitrage : Darko Čeferin | Spectateurs : 4 887 Arbitrage : Darko Čeferin |
| 25 avril 2001 · 20:30 heure locale · Historique des rencontres | Rapport   |         |            | Spectateurs : 4 887 Arbitrage : Darko Čeferin | Spectateurs : 4 887 Arbitrage : Darko Čeferin |

Note : Physiquement, le match fut coaché par ses adjoints Vincenzo Briganti et Jacky Munaron alors que Robert Waseige était en revalidation à la suite d'un quadruple pontage coronarien.
| Coupe du monde 2002 Éliminatoires - Groupe 6                 | Belgique                     | 3 - 1   | Lettonie   | Stade Roi Baudouin Laeken, Belgique                 |                                                     |
| 2 juin 2001 · 20:00 heure locale · Historique des rencontres | Wilmots 1re 50e · Mpenza 21e | (2 – 0) | Pahars 51e | Spectateurs : 32 000 Arbitrage : Ivan Dobrinov (hu) | Spectateurs : 32 000 Arbitrage : Ivan Dobrinov (hu) |
| 2 juin 2001 · 20:00 heure locale · Historique des rencontres | Rapport                      |         |            | Spectateurs : 32 000 Arbitrage : Ivan Dobrinov (hu) | Spectateurs : 32 000 Arbitrage : Ivan Dobrinov (hu) |

| Coupe du monde 2002 Éliminatoires - Groupe 6                 | Saint-Marin | 1 - 4   | Belgique                                          | Stadio Olimpico Serravalle, Saint-Marin    |                                            |
| 6 juin 2001 · 20:30 heure locale · Historique des rencontres | Selva 11e   | (1 – 1) | Wilmots 10e 90e (pen.) · Verheyen 61e · Sonck 69e | Spectateurs : 1 538 Arbitrage : Haim Yakov | Spectateurs : 1 538 Arbitrage : Haim Yakov |
| 6 juin 2001 · 20:30 heure locale · Historique des rencontres | Rapport     |         |                                                   | Spectateurs : 1 538 Arbitrage : Haim Yakov | Spectateurs : 1 538 Arbitrage : Haim Yakov |

| Match amical                                                  | Finlande                                                     | 4 - 1   | Belgique | Finnair Stadium Helsinki, Finlande              |                                                 |
| 15 août 2001 · 19:00 heure locale · Historique des rencontres | Forssell 2e · Kolkka 13e · Litmanen 31e (pen.) · Tihinen 78e | (3 – 1) | Goor 36e | Spectateurs : 9 250 Arbitrage : Hartmut Strampe | Spectateurs : 9 250 Arbitrage : Hartmut Strampe |
| 15 août 2001 · 19:00 heure locale · Historique des rencontres | Rapport                                                      |         |          | Spectateurs : 9 250 Arbitrage : Hartmut Strampe | Spectateurs : 9 250 Arbitrage : Hartmut Strampe |

| Coupe du monde 2002 Éliminatoires - Groupe 6                      | Belgique                        | 2 - 0   | Écosse | Stade Roi Baudouin Laeken, Belgique                     |                                                         |
| 5 septembre 2001 · 20:15 heure locale · Historique des rencontres | Van Kerckhoven 28e · Goor 90+3e | (1 – 0) |        | Spectateurs : 43 500 Arbitrage : Manuel Mejuto González | Spectateurs : 43 500 Arbitrage : Manuel Mejuto González |
| 5 septembre 2001 · 20:15 heure locale · Historique des rencontres | Rapport                         |         |        | Spectateurs : 43 500 Arbitrage : Manuel Mejuto González | Spectateurs : 43 500 Arbitrage : Manuel Mejuto González |

| Coupe du monde 2002 Éliminatoires - Groupe 6                    | Croatie    | 1 - 0   | Belgique | Stade Maksimir Zagreb, Croatie                |                                               |
| 6 octobre 2001 · 18:00 heure locale · Historique des rencontres | Bokšić 76e | (0 – 0) |          | Spectateurs : 36 077 Arbitrage : Hellmut Krug | Spectateurs : 36 077 Arbitrage : Hellmut Krug |
| 6 octobre 2001 · 18:00 heure locale · Historique des rencontres | Rapport    |         |          | Spectateurs : 36 077 Arbitrage : Hellmut Krug | Spectateurs : 36 077 Arbitrage : Hellmut Krug |

| Coupe du monde 2002 Éliminatoires - Barrages                      | Belgique     | 1 - 0   | Tchéquie  | Stade Roi Baudouin Laeken, Belgique        |                                            |
| 10 novembre 2001 · 20:15 heure locale · Historique des rencontres | Verheyen 28e | (1 – 0) |           | Spectateurs : 39 000 Arbitrage : Urs Meier | Spectateurs : 39 000 Arbitrage : Urs Meier |
| 10 novembre 2001 · 20:15 heure locale · Historique des rencontres |              | Rapport | Řepka 41e | Spectateurs : 39 000 Arbitrage : Urs Meier | Spectateurs : 39 000 Arbitrage : Urs Meier |

| Coupe du monde 2002 Éliminatoires - Barrages                      | Tchéquie                         | 0 - 1   | Belgique    | Stade Letná Prague, Tchéquie                  |                                               |
| 14 novembre 2001 · 20:15 heure locale · Historique des rencontres |                                  | (0 – 0) | Wilmots 85e | Spectateurs : 18 996 Arbitrage : Anders Frisk | Spectateurs : 18 996 Arbitrage : Anders Frisk |
| 14 novembre 2001 · 20:15 heure locale · Historique des rencontres | Nedvěd 10e, 88e · Baroš 44e, 90e | Rapport |             | Spectateurs : 18 996 Arbitrage : Anders Frisk | Spectateurs : 18 996 Arbitrage : Anders Frisk |

## Les joueurs
| Joueurs              | Joueurs                  | QCM 2002 | QCM 2002 | Amical | QCM 2002 | QCM 2002 | Amical  | QCM 2002 | QCM 2002 | QCM 2002 | QCM 2002 |
| -------------------- | ------------------------ | -------- | -------- | ------ | -------- | -------- | ------- | -------- | -------- | -------- | -------- |
| Gardiens de but      |                          |          |          |        |          |          |         |          |          |          |          |
| Geert De Vlieger     | Willem II Tilburg        | 90       | 90       | 46e    | 90       | 90       | 90      | 90       | 90       | 90       | 90       |
| Ronny Gaspercic      | CF Extremadura           | r        | r        | 46e    | r        | r        |         |          |          |          |          |
| Frédéric Herpoel     | KAA La Gantoise          |          |          |        |          |          | r       | r        | r        |          |          |
| Jan Moons            | KRC Genk                 |          |          |        |          |          |         |          |          | r        | r        |
| Défenseurs           |                          |          |          |        |          |          |         |          |          |          |          |
| Éric Deflandre       | Olympique lyonnais       | 66e      | 27e      |        |          | 90       | 64e     | 90       | 84e      | 90       | 90 12e   |
| Daniel Van Buyten    | Standard de Liège        | 90       | 58e      |        |          |          |         |          |          |          |          |
| Éric Van Meir        | K Lierse SK              | 90       |          | 46e    | 90       | 90       | 90      | 90 12e   | 90       | 46e 43e  |          |
| Didier Dheedene      | RSC Anderlecht           | 90       | 90       |        |          |          | 46e     |          |          |          |          |
| Bertrand Crasson     | RSC Anderlecht           | 66e      |          | 46e    | 90 64e   |          | 64e     | r        | r        |          |          |
| Joos Valgaeren       | Celtic Glasgow           |          | 58e      | 90     | 90 37e   | 90       |         |          | r        |          |          |
| Glen De Boeck        | RSC Anderlecht           |          | 90       |        | r        | r        | 46e     | 90       | 90       | 46e      | 90       |
| Peter Van der Heyden | Club Bruges KV           |          |          | 90 61e | 90       |          |         |          |          |          |          |
| Philippe Clement     | Club Bruges KV           |          |          | 46e    |          |          |         |          |          | 90       | 90 4e    |
| Jacky Peeters        | Arminia Bielefeld        |          |          | 86e    |          |          |         | r        |          | r        | r        |
| Nico Van Kerckhoven  | Schalke 04               |          |          |        | r        | 79e      | 90 30e  | 90       | 90       | 90       | 90       |
| Milieux              |                          |          |          |        |          |          |         |          |          |          |          |
| Bart Goor            | RSC Anderlecht           | 90       | 90       | 73e    | 68e      | 75e      | 59e     | 90       | 81e      | 90       | 90       |
| Walter Baseggio      | RSC Anderlecht           | 75e      | 81e      | 57e    |          |          |         |          | 90 24e   |          |          |
| Yves Vanderhaeghe    | RSC Anderlecht           | 90       | 90 35e   |        |          | 90       | 40e     | 90       | 90       | r        | 90e      |
| Gaëtan Englebert     | Club Bruges KV           | 59e      |          |        |          |          |         |          |          |          |          |
| Danny Boffin         | K Saint-Trond VV         | r        | r        | 73e    | 68e      | 79e      | 59e     | r        | r        | r        | 84e      |
| Sven Vermant         | Club Bruges KV           | 75e      | 81e      | 81e    | 83e      | 75e      |         |          |          | 90       | 90e      |
| Timmy Simons         | Club Bruges KV           | r        | r        | 90     | 90       | r        | 40e     | 87e      |          | 90       | 90       |
| Marc Hendrikx        | KRC Genk                 |          | 46e      | 46e    |          |          |         | r        | 81e      | r        | r        |
| Johan Walem          | Udinese Calcio           |          |          | 81e    | 90 58e   | 90       | 90      | 87e 73e  |          | 90       | 84e      |
| Gert Verheyen        | Club Bruges KV           |          |          |        | 90       | 90       | 90      | 90       | 90       | 90       | 90 80e   |
| Attaquants           |                          |          |          |        |          |          |         |          |          |          |          |
| Marc Wilmots         | Girondins de Bordeaux    | 90       | 90       | 86e    | 83e      | 90       | 76e 57e | 90       | 69e      |          | 63e      |
| Émile Mpenza         | Schalke 04               | 90       | 90 90+2e | 57e    | 78e      |          | 71e     |          | 90       |          |          |
| Bob Peeters          | Vitesse Arnhem           | 59e      | 46e 78e  | 90     |          | 53e      | 76e     | 82e      | 84e      |          |          |
| Jürgen Cavens        | K Lierse SK              | r        |          |        |          |          |         |          |          |          |          |
| Michaël Goossens     | Standard de Liège        |          | r        |        |          |          |         |          |          |          |          |
| Wesley Sonck         | KRC Genk                 |          |          |        | 78e      | 53e      | 71e     | 82e      | 69e      | 79e 74e  | 63e      |
| Joris Van Hout       | KV Malines               |          |          |        | r        | r        |         |          |          |          |          |
| Peter Van Houdt      | Borussia Mönchengladbach |          |          |        |          |          |         |          |          | 79e      | r        |

Un « r » indique un joueur qui était parmi les remplaçants mais qui n'est pas monté au jeu.
1. 1 2 3  Dernière sélection officielle pour le joueur.
2. 1 2 3 4 5 6  Première sélection officielle pour le joueur.
3. 1 2 3 4  Premier but officiel pour le joueur.

## Aspects socio-économiques

### Couverture médiatique
| Jour de diffusion | Match                  | Compétition    | Diffuseur francophone | Diffuseur néerlandophone |
| ----------------- | ---------------------- | -------------- | --------------------- | ------------------------ |
| 28 février 2001   | Belgique - Saint-Marin | Coupe du monde | RTBF                  | VTM                      |
| 24 mars 2001      | Écosse - Belgique      | Coupe du monde | RTBF                  | VTM                      |
| 25 avril 2001     | Tchéquie - Belgique    | Amical         | RTBF                  | VTM                      |
| 2 juin 2001       | Belgique - Lettonie    | Coupe du monde | RTBF                  | VTM                      |
| 6 juin 2001       | Saint-Marin - Belgique | Coupe du monde | RTBF                  | VTM                      |
| 15 août 2001      | Finlande - Belgique    | Amical         | RTBF                  | VTM                      |
| 5 septembre 2001  | Belgique - Écosse      | Coupe du monde | RTBF                  | VTM                      |
| 6 octobre 2001    | Croatie - Belgique     | Coupe du monde | RTBF                  | VTM                      |
| 10 novembre 2001  | Belgique - Tchéquie    | Coupe du monde | RTBF                  | VTM                      |
| 14 novembre 2001  | Tchéquie - Belgique    | Coupe du monde | RTBF                  | VTM                      |

Source : Programme TV dans Gazet van Antwerpen.

## Sources

### Archives
1. ↑  (nl) « Concentra online archief », sur krantenarchief.concentra.be, Mediahuis.

### Statistiques
1. ↑  « CLASSEMENT MASCULIN », sur fifa.com, FIFA, 19 décembre 2001 (consulté le 24 juillet 2021)